# Saint-Hippolyte (Alt Rin)
Saint-Hippolyte (en alsacià Sampílt) és un municipi francès, situat a la regió del Gran Est, al departament de l'Alt Rin. L'any 1999 tenia 1.060 habitants.

## Demografia
| 1962  | 1968  | 1975  | 1982  | 1990  | 1999  |
| ----- | ----- | ----- | ----- | ----- | ----- |
| 1.140 | 1.172 | 1.191 | 1.154 | 1.078 | 1.060 |

## Administració
| Període | Identitat    | Partit |
| ------- | ------------ | ------ |
| 2001-   | Claude Huber |        |